# Dicranella cratericola
Dicranella cratericola är en bladmossart som beskrevs av Bescherelle in Renauld 1898. Dicranella cratericola ingår i släktet jordmossor, och familjen Dicranaceae. Inga underarter finns listade i Catalogue of Life.